# هاشم جاوید
هاشم جاوید (۱۳۰۵-اردیبهشت ۱۳۹۷) حافظ‌پژوه ایرانی بود.
مهم‌ترین آثار او کتاب «حافظ جاوید» در تبیین معانی اشعار حافظ و «قرائت‌گزینی انتقادی بر اساس تصحیحات چاپی دیوان حافظ» با همکاری بهاءالدین خرمشاهی است.

## زندگی
حرفۀ جاوید وکالت دادگستری بود. در دوره بیست و یکم مجلس شورای ملی (۱۳۴۲-۱۳۴۶)، نمایندهٔ شیراز بود اما بعد از انقلاب، کمتر در صحنهٔ عمومی دیده می‌شد.

## آثار
- تصحیح دیوان حافظ
- حافظ جاوید (تبیین دشواری‌های شعری حافظ)